# Diaethria marchalii
Diaethria marchalii är en fjärilsart som beskrevs av Guérin-meneville 1844. Diaethria marchalii ingår i släktet Diaethria, och familjen praktfjärilar. Inga underarter finns listade.